# Herbert Regula
Herbert Regula (* 19. Juli 1910 in Hannover; † 27. November 1980 in Kelkheim) war ein deutscher Meteorologe und Mitglied der Deutschen Antarktischen Expedition 1938/39.

## Leben
Herbert Regula legte im Frühjahr 1928 am Elberfelder Gymnasium  das Abitur ab und wurde 1933 mit der Arbeit Schallausbreitung in der Atmosphäre an der Universität Göttingen promoviert. Im darauf folgenden Jahr wurde er Meteorologe bei der Deutschen Seewarte in Hamburg und wurde im Winter 1933/34 als Bordmeteorologe auf dem Katapultschiff Westfalen eingesetzt. Wegen seiner Erfahrungen auf diesem Schiff, das ursprünglich als Expeditionsschiff der Deutschen Antarktischen Expedition 1938/39 vorgesehen war, wurde Regula im Oktober 1938 von der Deutschen Seewarte als I. Meteorologe der Expedition ausgewählt. Seine Aufgaben umfassten meteorologische Beobachtungen während der gesamten Reise sowie Höhenwindmessungen durch Ballonaufstiege von der Küste Antarktikas. Eine aus dem Inlandeis herausragende Gruppe von Nunataks wurde von der Expeditionsleitung Regulakette genannt.
Nach dem Zweiten Weltkrieg arbeitete Regula weiter an der Auswertung der Expeditionsergebnisse, die in einem zweiten Band in mehreren Lieferungen zwischen 1954 und 1958 veröffentlicht wurden. Er war bis zu seinem Ruhestand beim Deutschen Wetterdienst in Offenbach am Main beschäftigt. Im Jahre 1972 war er an Sitzungen der Vertreter europäischer Wetterdienste beteiligt, die später zur Gründung von EUMETSAT führten.

## Schriften (Auswahl)
- Die Arbeiten der Expeditionswetterwarte. Teil I: Terminbeobachtungen, Höhenwindmessungen, Wetterdienst, Sondenuntersuchungen. in: Vorbericht über die Deutsche Antarktische Expedition 1938/39, Annalen der Hydrographie und Maritimen Meteorologie, VIII, Beiheft 1939, S. 33–35
- Die Wetterverhältnisse während der Expedition und die Ergebnisse der meteorologischen Messungen. in: Alfred Ritscher (Hrsg.) Deutsche Antarktische Expedition 1938/39. Wissenschaftliche und fliegerische Ergebnisse. Band 2, 1. Lieferung, Mundus, Hamburg 1954–1958, S. 16–40.
- Elementare Wetterkunde Akademische Verlags-Gesellschaft, Frankfurt a. M., 1956.
- Die meteorologischen Verhältnisse auf der Flugstrecke Deutschland – Südamerika. Berichte des Deutschen Wetterdienstes Nr. 71, Offenbach a. M., 1960.